# المجموعات العرقية في سوريا

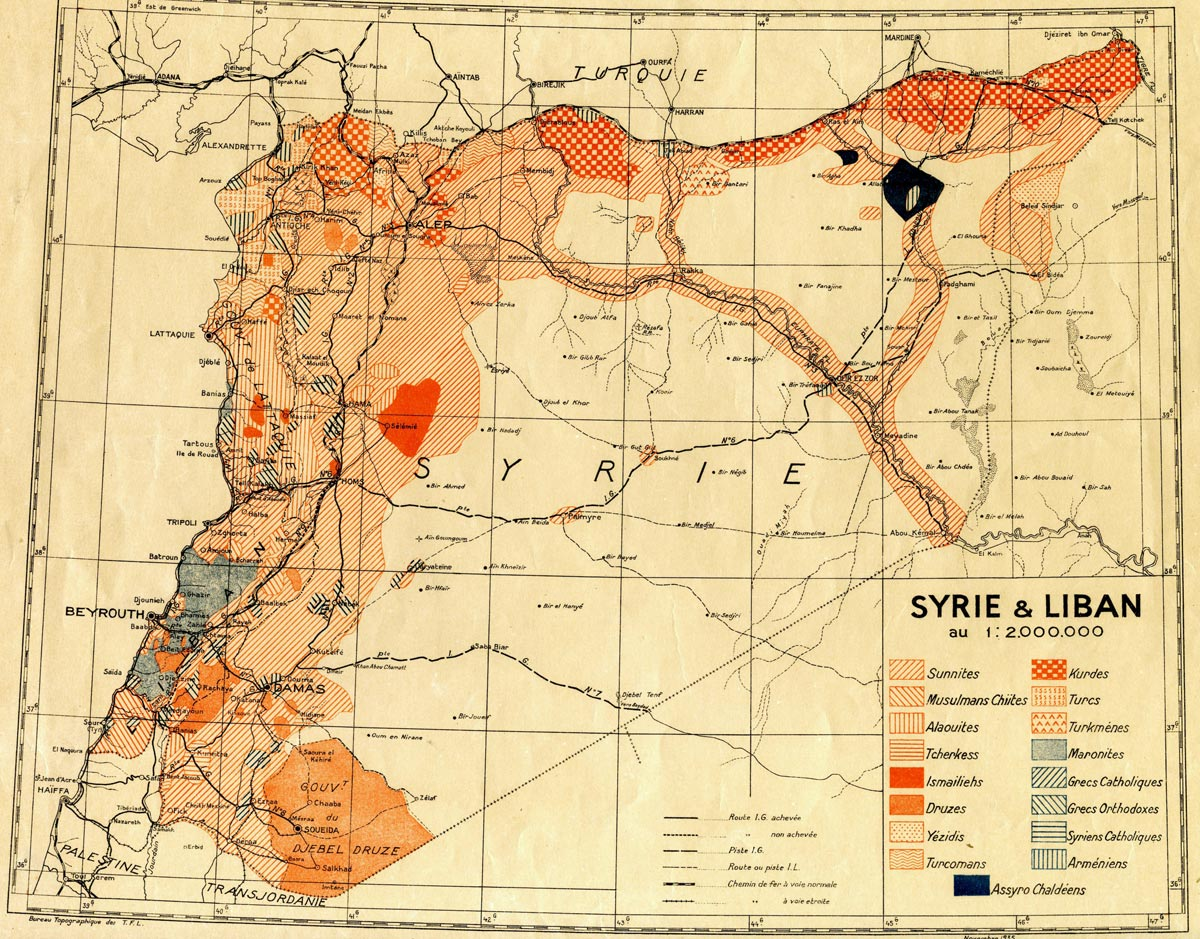
التركيبة العرقية والدينية لسوريا، 1935.خريطة من La cartothèque de l'Ifpo (المعهد الفرنسي للشرق الأوسط)

يمثل العرب العرقية الرئيسية في سوريا، بالإضافة إلى وجود عدة مجموعات عرقية أصغر بكثير.

## العرق والدين والهويات الوطنية / الأيديولوجية
يتشابك العرق والدين في سوريا كما هو الحال في بلدان أخرى في المنطقة، ولكن هناك أيضًا هويات سياسية غير طائفية وفوق عرقية وفوق دينية، مثل القومية السورية.

## إحصاء المجموعات العرقية أو الدينية
منذ تعداد عام 1960، لم يتم إحصاء السوريين حسب الدين، ولم يكن هناك أي إحصاء رسمي حسب العرق أو اللغة. وفي تعدادي عامي 1943 و1953، تم إحصاء الطوائف المختلفة بشكل منفصل، على سبيل المثال لكل طائفة مسيحية. في عام 1960، تم إحصاء المسيحيين السوريين ككل، لكن المسلمين ما زالوا يحسبون بشكل منفصل بين السنة والعلويين.

## المجموعات العرقية والدينية
يتحدث غالبية السوريين اللغة العربية باستثناء أقلية من الناطقين باللغة الآرامية والأكراد السوريين ، الذين يشكلون 5-10% من السكان. يشكل المسلمون العرب السنة في سوريا حوالي 70-75% من السكان، والمسيحيون إجمالاً حوالي 10%، والعلويون أقل من 10%، والباقي حوالي 5-10% يتكونون من مجموعات عرقية دينية صغيرة بما في ذلك الدروز والإسماعيليون والإثني عشرية . المسلمين الشيعة. ومع ذلك، هذه النسب هي إرشادية فقط.

### العرب
يتحدث غالبية العرب السوريين مجموعة متنوعة من اللهجات التي تنتمي إلى اللغة العربية الشامية. تتركز القبائل والعشائر العربية ذات الأصل البدوي بشكل رئيسي في محافظات الحسكة ودير الزور والرقة وشرق حلب، وتشكل ما يقرب من 20 إلى 30٪ من إجمالي السكان وتتحدث لهجة مرتبطة باللغة البدوية والنجدية العربية. في دير الزور يتم التحدث أيضًا بلهجة شمال بلاد ما بين النهرين العربية، تذكرنا بلهجة العراق في العصور الوسطى قبل الغزوات المغولية في عام 1258.  في جبال لبنان الشرقية، يتم التحدث باللغة الآرامية الغربية في جبادين ومعلولا وبخاه . غالبية السكان ثنائيي اللغة ويتحدثون العربية كلغة أولى أو ثانية.
الأقليات العربية
- المسيحيون العرب (اليونان الأرثوذكس، واليونان الكاثوليك، والموارنة وجزء من السريان الكاثوليك، وبعضهم يتبنى الهوية السريانية الآرامية [الإنجليزية] )
- درزي
- مسلمون سنة وفلسطينيون مسيحيون
- العرب الشيعة الاثنا عشرية
- الاسماعيلية العرب

### غير العرب
ويشكل الأكراد السوريون ما بين 5 إلى 10% من السكان السوريين، وهم أكبر أقلية غير عربية. تشمل المجموعات الإسلامية الأخرى غير الناطقة بالعربية التركمان السوريين، الذين استقروا في سوريا في العصر المملوكي والعثماني، والشركس السوريين والشيشان السوريين الذين استقروا في القرن التاسع عشر، والمسلمين اليونانيين الذين أعيد توطينهم في سوريا بعد الحرب اليونانية التركية عام 1897. يشكل الآشوريون في القامشلي أقلية صغيرة ويتحدثون بشكل رئيسي اللهجات الآرامية الشرقية.
مجموعات الأقلية المسلمة
- الأكراد ( السنة، الأيزيديين)
- العلويون الناطقون بالعربية أو التركمان[5]

- أضف فقرة
  - التركمان السنة والعلويين
  - الشراكسة السنة
  - اليونانيون المسلمون السنة
  - الأوسيتيون المسلمون
  - سود حوض اليرموك
- الأقليات المسيحية
  - الآشوريون، الناطقون باللغة الآرامية غير العرب (بما في ذلك الكلدان الآشوريون الكاثوليك، كنيسة المشرق الآشورية والسريان الأرثوذكس) والسريان (الأرثوذكس)
  - الأرمن
- مجموعات أخرى
  - شعب الروما من مختلف المعتقدات
  - يهود
  - المندائيين